# Vastedda cu sammucu
La Vastedda cu sammucu (in italiano vastedda col sambuco, e nota anche come vastedda 'nfigghiulata), è una focaccia farcita aromatizzata con i fiori di sambuco ed è un prodotto tipico di Troina, comune della provincia di Enna. 

## Origini del nome
Il nome di questo prodotto gastronomico è di probabile origine normanna, poiché infatti deriva dal termine guastel o wastel, che significa "focaccia" o "scacciata".

## Caratteristiche
La vastedda col sambuco è una focaccia rustica farcita, di forma rotonda morbida all'interno e con una crosta dal colore marrone scuro.
Viene farcita con salame a fette e tuma; la sua caratteristica principale è quella di essere insaporita e aromatizzata con i fiori dell'albero del sambuco (in siciliano sammucu).

## Riconoscimenti
La vastedda cu sammucu è una tradizionale produzione tipica e come tale è ufficialmente riconosciuta e inserita nella lista dei prodotti agroalimentari tradizionali italiani (P.A.T) del Ministero delle politiche agricole alimentari e forestali.

## Sagre
Alla vastedda cu sammucu è dedicata una sagra a Troina, in provincia di Enna, che dal 1987 si svolge annualmente nella terza domenica di giugno, in coincidenza dei festeggiamenti in onore del patrono San Silvestro.